# دييغو إزرائيل مارتينيز
دييغو إزرائيل مارتينيز (بالإسبانية: Diego Israel Martínez)‏ (7 أغسطس 1993 بمدينة مكسيكو في المكسيك - ) هو لاعب كرة قدم مكسيكي في مركز الهجوم. لعب مع كروز آزول.